# Claudecir Aparecido de Aguiar
Claudecir Aparecido de Aguiar, mais conhecido como Claudecir (Agudos, 15 de outubro de 1975), é um ex-futebolista brasileiro que atuava como volante.

## Carreira
Claudecir ficou marcado pelas atuações em grandes clubes brasileiros, o Palmeiras e o São Caetano.
Pelo Palmeiras, atuou de 2001 até 2005,com grandes exibições de sue magnífico futebol, excelente caráter e ótima habilidade, tanto  na marcação quanto a capacidade de chegar a frente para marcar o gol, as vezes, mais parecia um meia armador.
A diretoria do Palmeiras chegou a compará-lo com César Sampaio, mas, devido a um problema no joelho, Claudecir ficou muito tempo no Departamento Médico, e por isso não consegui cair nas graças da torcida.
Durante os 5 anos que ficou no Palmeiras, Claudecir foi emprestado a São Caetano 2 vezes, clube que o havia projetado para o cenário do futebol brasileiro. Encerrou a carreira em 2011, no XV de Jaú.

## Conquistas
Palmeiras
- Taça Pedreira: 2002
- Campeonato Brasileiro - Série B: 2003
- Troféu 90 Anos do Esporte Clube Taubaté: 2004
- Taça 125 Anos do Corpo de Bombeiros: 2005